# Principauté de Gourie
Vers 1460 – 1829
Entités précédentes :
- Royaume d'Iméréthie

Entités suivantes :
- Empire russe

La principauté de Gourie (en géorgien : გურიის სამთავრო; Guriis samtavro)) est un ancien état de la Géorgie, au sud-ouest du pays. Elle était située entre la Mer noire et le Petit Caucase et était dirigée par la Maison Gourieli, des années 1460 jusqu'en 1829. La principauté a émergé à la suite de la fragmentation du Royaume de Géorgie et son existence a été troublée par des conflits incessants entre les états géorgiens voisins et l'Empire Ottoman, jusqu'à son annexion par la Russie en 1829.